# Violay
Violay és un municipi francès situat al departament del Loira i a la regió d'Alvèrnia-Roine-Alps. L'any 2007 tenia 1.362 habitants.

## Demografia

### Població
El 2007 la població de fet de Violay era de 1.362 persones. Hi havia 528 famílies de les quals 150 eren unipersonals (81 homes vivint sols i 69 dones vivint soles), 167 parelles sense fills, 191 parelles amb fills i 20 famílies monoparentals amb fills.
La població ha evolucionat segons el següent gràfic:
Habitants censats

### Habitatges
El 2007 hi havia 664 habitatges, 538 eren l'habitatge principal de la família, 47 eren segones residències i 78 estaven desocupats. 534 eren cases i 130 eren apartaments. Dels 538 habitatges principals, 385 estaven ocupats pels seus propietaris, 144 estaven llogats i ocupats pels llogaters i 9 estaven cedits a títol gratuït; 30 tenien dues cambres, 112 en tenien tres, 174 en tenien quatre i 222 en tenien cinc o més. 384 habitatges disposaven pel capbaix d'una plaça de pàrquing. A 261 habitatges hi havia un automòbil i a 204 n'hi havia dos o més.

### Piràmide de població
La piràmide de població per edats i sexe el 2009 era:
| Homes | Edats   | Dones |
| ----- | ------- | ----- |
| 0     | 95 o +  | 4     |
| 8     | 90 a 94 | 0     |
| 12    | 85 a 89 | 20    |
| 8     | 80 a 84 | 8     |
| 28    | 75 a 79 | 32    |
| 48    | 70 a 74 | 40    |
| 60    | 65 a 69 | 36    |
| 36    | 60 a 64 | 44    |
| 28    | 55 a 59 | 24    |
| 52    | 50 a 54 | 40    |
| 32    | 45 a 49 | 52    |
| 48    | 40 a 44 | 36    |
| 52    | 35 a 39 | 56    |
| 44    | 30 a 34 | 36    |
| 36    | 25 a 29 | 28    |
| 40    | 20 a 24 | 48    |
| 56    | 15 a 19 | 36    |
| 60    | 10 a 14 | 40    |
| 44    | 5 a 9   | 28    |
| 20    | 0 a 4   | 36    |

## Economia
El 2007 la població en edat de treballar era de 812 persones, 602 eren actives i 210 eren inactives. De les 602 persones actives 565 estaven ocupades (313 homes i 252 dones) i 37 estaven aturades (14 homes i 23 dones). De les 210 persones inactives 104 estaven jubilades, 62 estaven estudiant i 44 estaven classificades com a «altres inactius».

### Ingressos
El 2009 a Violay hi havia 526 unitats fiscals que integraven 1.312,5 persones, la mediana anual d'ingressos fiscals per persona era de 16.512 €.

### Activitats econòmiques
Dels 59 establiments que hi havia el 2007, 3 eren d'empreses alimentàries, 5 d'empreses de fabricació d'altres productes industrials, 10 d'empreses de construcció, 10 d'empreses de comerç i reparació d'automòbils, 4 d'empreses de transport, 4 d'empreses d'hostatgeria i restauració, 1 d'una empresa d'informació i comunicació, 4 d'empreses financeres, 2 d'empreses immobiliàries, 6 d'empreses de serveis, 6 d'entitats de l'administració pública i 4 d'empreses classificades com a «altres activitats de serveis».
Dels 19 establiments de servei als particulars que hi havia el 2009, 1 era una oficina de correu, 2 oficines bancàries, 2 funeràries, 2 tallers de reparació d'automòbils i de material agrícola, 2 paletes, 2 guixaires pintors, 1 lampisteria, 2 electricistes, 1 empresa de construcció, 2 perruqueries i 2 restaurants.
Dels 5 establiments comercials que hi havia el 2009, 1 era una botiga de menys de 120 m², 1 una fleca, 1 una carnisseria, 1 una botiga de mobles i 1 una floristeria.
L'any 2000 a Violay hi havia 62 explotacions agrícoles que ocupaven un total de 1.248 hectàrees.

## Equipaments sanitaris i escolars
L'únic equipament sanitari que hi havia el 2009 era una farmàcia.
El 2009 hi havia 2 escoles elementals.

## Poblacions més properes
El següent diagrama mostra les poblacions més properes.